# Bitva u Fucinského jezera
Bitva u Fucinského jezera se odehrála v zimě roku 89 př. n. l. mezi římskou armádou a federací vzbouřených italických kmenů během spojenecké války (91–88 př. n. l.). Velitelem římské armády v této bitvě byl Lucius Porcius Cato, konzul z téhož roku. Cato byl poražen a zabit při útoku na vojenský tábor Marsů.

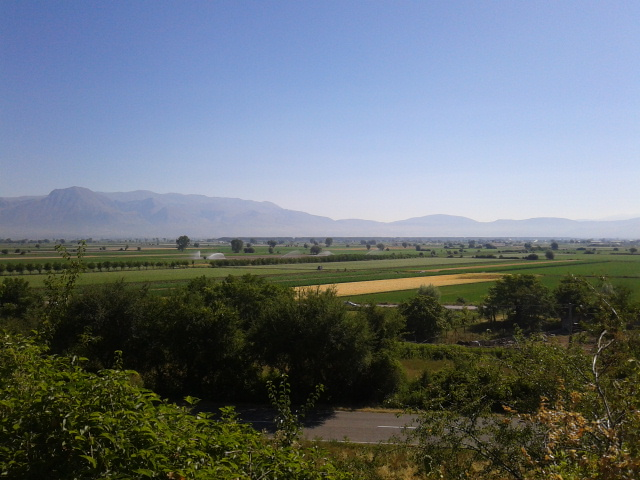
Pohled na krajinu v údolí

Prak nalezený při archeologických vykopávkách na předpokládaném bitevním poli s nápisem ve venetském jazyce, který zmiňuje Floro Decio, dokládá přítomnost venetských jednotek v této bitvě.